# José Daniel Haylan
José Daniel Haylan (Buenos Aires, 1962) es un deportista y dirigente deportivo argentino destacado por haber ganado cuatro medallas paralímpicas y haber participado en cinco Juegos Paralímpicos. Especializado en tenis de mesa adaptado y atletismo, obtuvo tres medallas de plata en atletismo en los Juegos Paralímpicos de Seúl 1988 y una medalla de bronce en tenis de mesa en los Juegos Paralímpicos de Atlanta 1996.
Por sus logros deportivos fue becado por el ENARD y reconocido en Argentina como Maestro del Deporte (Ley 25962).
En 2004 fue designado director de la Comisión Nacional Asesora para la Integración de las Personas con Discapacidad (Conadis), siendo confirmada su designación en 2008 y 2016, desempeñándose como Director de Deportes del organismo.

## Carrera deportiva
José Daniel Haylan participó en cinco Juegos Paralímpicos consecutivos: Juegos Paralímpicos de Seúl 1988, Barcelona 1992, Atlanta 1996, Sídney 2000 y Atenas 2004. En ellos obtuvo cuatro medallas (tres de plata y una de bronce) y tres diplomas paralímpicos.

### Juegos Paralímpicos de Seúl 1988
José Daniel Haylan compitió en cuatro eventos de atletismo y tenis de mesa adaptado en los Juegos Paralímpicos de Seúl 1988 obteniendo medallas en los tres eventos de atletismo, y diploma paralímpico en el evento de tenis de mesa.

#### Tres medallas de plata en atletismo
| Atletismo Varones Lanzamiento de clava 1A Participantes: 6 | Atletismo Varones Lanzamiento de clava 1A Participantes: 6 | Atletismo Varones Lanzamiento de clava 1A Participantes: 6 | Atletismo Varones Lanzamiento de clava 1A Participantes: 6 | Atletismo Varones Lanzamiento de clava 1A Participantes: 6 |
|                                                            | Atleta                                                     | País                                                       | Distancia                                                  |                                                            |
| ---------------------------------------------------------- | ---------------------------------------------------------- | ---------------------------------------------------------- | ---------------------------------------------------------- | ---------------------------------------------------------- |
| 1                                                          | Edund Weber                                                | Alemania (RFA)                                             | RP 23.44                                                   |                                                            |
| 2                                                          | José Daniel Haylan                                         | Argentina                                                  | 18.28                                                      |                                                            |
| 3                                                          | Paolo D'Agostini                                           | Italia                                                     | 17.50                                                      |                                                            |
| Fuente: IPC.                                               |                                                            |                                                            |                                                            |                                                            |

| Atletismo Varones Lanzamiento de disco 1A Participantes: 5 | Atletismo Varones Lanzamiento de disco 1A Participantes: 5 | Atletismo Varones Lanzamiento de disco 1A Participantes: 5 | Atletismo Varones Lanzamiento de disco 1A Participantes: 5 | Atletismo Varones Lanzamiento de disco 1A Participantes: 5 |
|                                                            | Atleta                                                     | País                                                       | Distancia                                                  |                                                            |
| ---------------------------------------------------------- | ---------------------------------------------------------- | ---------------------------------------------------------- | ---------------------------------------------------------- | ---------------------------------------------------------- |
| 1                                                          | Edund Weber                                                | Alemania (RFA)                                             | 13.48                                                      |                                                            |
| 2                                                          | José Daniel Haylan                                         | Argentina                                                  | 8.96                                                       |                                                            |
| 3                                                          | Carlos Maslup                                              | Argentina                                                  | 8.86                                                       |                                                            |
| Fuente: IPC.                                               |                                                            |                                                            |                                                            |                                                            |

| Atletismo Varones Lanzamiento de bala 1A Participantes: 3 | Atletismo Varones Lanzamiento de bala 1A Participantes: 3 | Atletismo Varones Lanzamiento de bala 1A Participantes: 3 | Atletismo Varones Lanzamiento de bala 1A Participantes: 3 | Atletismo Varones Lanzamiento de bala 1A Participantes: 3 |
|                                                           | Atleta                                                    | País                                                      | Distancia                                                 |                                                           |
| --------------------------------------------------------- | --------------------------------------------------------- | --------------------------------------------------------- | --------------------------------------------------------- | --------------------------------------------------------- |
| 1                                                         | Edund Weber                                               | Alemania (RFA)                                            | RP 6.52                                                   |                                                           |
| 2                                                         | José Daniel Haylan                                        | Argentina                                                 | 4.03                                                      |                                                           |
| 3                                                         | James Richardson                                          | Gran Bretaña                                              | 2.40                                                      |                                                           |
| Fuente: IPC.                                              |                                                           |                                                           |                                                           |                                                           |

#### Diploma en tenis de mesa adaptado
Haylan obtuvo diploma paralímpico en la prueba individual de tenis de mesa adaptado, finalizando en quinto lugar. En su grupo clasificatorio (D), Haylan venció 2-1 al suizo Hans Rosenast, perdió 2-0 con el surcoreano Hae Gon Lee -que ganaría la medalla de oro- y venció 2-0 al bareiní Khaled Al Saqer, clasificando a cuartos de final, donde fue vencido 1-2 por el suizo Rolf Zumkehr, resultado que lo ubicó en la quinta posición.

### Juegos Paralímpicos de Atlanta 1996
En los Juegos Paralímpicos de Atlanta 1996 José Daniel Haylan compitió en tres eventos: individual en su categoría (1, máxima discapacidad), dobles en las categorías unificadas 1-2, e individual en la categoría abierta (1 a 5), obteniendo medalla de bronce en el individual de su categoría y diploma olímpico (7ª posición) en el dobles de la categorías unificadas 1-2.

#### Medalla de bronce en tenis de mesa individual
En esta ocasión, Haylan compitió en la prueba individual y clasificó a la fase eliminatoria al salir segundo en su grupo, luego de perder ante el dinamarqués Jan Nauerby y vencer al alemán Werner Knaak. Ya en cuartos de final, Haylan venció en dos sets al suizo Rolf Zumkehr, para ser derrotado en semifinales por el finlandés Matti Launonen.
| Tenis de mesa Varones Individual Participantes: 12 | Tenis de mesa Varones Individual Participantes: 12 | Tenis de mesa Varones Individual Participantes: 12 | Tenis de mesa Varones Individual Participantes: 12 |
|                                                    | Atleta                                             | País                                               |                                                    |
| -------------------------------------------------- | -------------------------------------------------- | -------------------------------------------------- | -------------------------------------------------- |
| 1                                                  | Hae Gon Lee                                        | Corea del Sur                                      |                                                    |
| 2                                                  | Matti Launonen                                     | Finlandia                                          |                                                    |
| 3                                                  | José Daniel Haylan                                 | Argentina                                          |                                                    |
| 3                                                  | Sung Hoon Kang                                     | Corea del Sur                                      |                                                    |
| Fuente: IPC.                                       |                                                    |                                                    |                                                    |

### Campeonato del Mundo de París 1998
En 1998 Haylan obtuvo la medalla de bronce en el Campeonato del Mundo París 1998.

### Juegos Paralímpicos de Sídney 2000
En los Juegos Paralímpicos de Sídney 2000 José Daniel Haylan compitió en dos eventos: individual en su categoría (1, máxima discapacidad) y dobles en las categorías unificadas 1-2, obteniendo diploma olímpico (5ª posición) en el sencillo.

#### Diploma en tenis de mesa individual (5ª posición)
En esta ocasión, Haylan compitió en la prueba individual y clasificó a la fase eliminatoria al salir segundo en su grupo, luego de vencer 2-0 al brasileño Francisco Sales y perder 1-2 con el alemán Walter Kilger. Ya en cuartos de final, Haylan perdió 1-2 con el finlandés Matti Launonen -luego medalla de plata-, obteniendo con ese set el quinto lugar y diploma paralímpico.

### Juegos Paralímpicos de Atenas 2004
En los Juegos Paralímpicos de Atenas 2004 José Daniel Haylan compitió en dos eventos: individual en su categoría (1, máxima discapacidad) y dobles en las categorías unificadas 1-2, obteniendo por tercera vez la quinta posición en dicha prueba en su carrera, ganando su tercer diploma olímpico.

#### Diploma en tenis de mesa individual (5ª posición)
En esta ocasión, Haylan compitió en la prueba individual y clasificó a la fase eliminatoria, luego de perder 3-1 con el alemán Walter Kilger, perder nuevamente 3-1 con el surcoreano Jae Kwan Cho, y vencer 3-0 al francés Erwan Fouillen.
Ya en cuartos de final, Haylan perdió 2-3 con el coreano Seong Hoon Kang, obteniendo con esos dos sets el quinto lugar y diploma paralímpico.

### Otros resultados
Haylan ganó cinco Juegos Panamericanos de tenis de mesa adaptado.